# Carl Johan Hviid
Carl Johan Hviid, född 27 juni 1899, död 21 oktober 1964, var en dansk skådespelare.

## Filmografi (filmer som haft svensk premiär)
- 1938 - Konstnärsblod
- 1940 - Sommerglæder - handelsresande
- 1943 - Mine kære koner - skådespelare
- 1944 - Flickor på villovägar - Thorbæk
- 1945 - Den osynliga armén - Viktor Emilius Sørensen
- 1946 - Morfin - man i skyddsrummet
- 1947 - Soldaten och Jenny - personalchef
- 1948 - Penge som græs
- 1948 - Okänd man
- 1950 - Blixtreportern - Mr. Nobody
- 1951 - Greve Svensson - poliskommissarie
- 1954 - Karen, Maren og Mette
- 1954 - Himlen er blå - Bundgaard
- 1955 - Amor i fara - portiern
- 1956 - Farsans rackarungar
- 1956 - Kristiane af Marstal - kortspelare
- 1958 - Over alle grænser
- 1960 - Frihetskämpar - krogvärd
- 1962 - Weekend - herr Cornelius
- 1963 - Flickan och pressfotografen
- 1963 - Dammsugarligan - poliskommissarien
- 1963 - Hvis lille pige er du? - Joachim
- 1964 - Gertrud